# Орджоникидзевский район (Уфа)
Орджоникидзевский райо́н (баш. Орджоникидзе районы)— один из семи городских районов города Уфы, расположенный в его северо-западной части, начиная с Горсовета до Калининского района (Инорса), часто именуемый местными жителями «Черниковка». Изменения 2016 года в разделе земельной территории районов Уфы.
Площадь составляет 144,4 км².

## История
Территорию нынешнего района занимали селения Черниковка, Аничково, Бонье и др. Позднее территория входила в состав Богородской волости Уфимского уезда.
В связи со строительством вблизи Уфы моторного и котлотурбинного заводов Малый Президиум БашЦИКа 23 декабря 1931 года организовал Черниковский поселковый совет. В 1936 году эти территории включены в состав города Уфы, поселковый Совет реорганизован в Черниковский районный совет с установлением центра в селении Моторном и подчинением Уфимскому горсовету. Новый район назван Сталинским . К началу 1941 года он превратился в крупнейший промышленный район и встал вопрос о разукрупнении района, но война изменила все планы.
Большое количество промышленных предприятий с большим количеством рабочих и удаленность от центра города на 15—20 км затрудняли работу исполкома горсовета по руководству районом, поэтому указом Президиума Верховного Совета РСФСР 5 декабря 1944 года было принято решение преобразовать Сталинский район г. Уфы в город республиканского (АССР) подчинения Черниковск.
После войны город продолжал расти промышленно и территориально, росло население, в связи с этим возникала необходимость разделить его на районы.
Указом Президиума Верховного Совета РСФСР от 25 февраля 1952 года город Черниковск был разделен на три района: Сталинский, Калининский и Орджоникидзевский, последний был наиболее перспективным и растущим, так как здесь строились предприятия нефтехимии, нефтепереработки.
В районе был создан совет депутатов трудящихся, в который вошли 118 депутатов, избранных 27 апреля 1952 года. Райисполком был избран в составе 11 человек.
В это время границы Черниковска так сильно расширились и приблизились к крайним окрестностям Уфы, что это обстоятельство явилось одним из факторов, обуславливающих необходимость и целесообразность объединения городов.
На основании указа Президиума Верховного Совета БАССР от 24 июля 1956 года города Уфа и Черниковск объединены в один город Уфу. Орджоникидзевский райсовет г. Черниковска стал Орджоникидзевским райсоветом г. Уфы.
Структуры райсовета и райисполкома функционировали до 19 июля 1992 года, когда полномочия исполнительного комитета районного совета народных депутатов были прекращены и сформирована администрация Орджоникидзевского района г. Уфы. Постановлением мэра города Уфы от 19 июня 1992 года главой администрации Орджоникидзевского района назначен Барышев Сергей Петрович.

## Население
| 1959     | 1970     | 1979     | 1989     | 2002     | 2003     | 2004     |
| -------- | -------- | -------- | -------- | -------- | -------- | -------- |
| 125 068  | ↗170 694 | ↘117 463 | ↗217 760 | ↘175 551 | ↗175 732 | ↗176 570 |
| 2005     | 2006     | 2007     | 2008     | 2009     | 2010     | 2013     |
| ↗177 544 | ↗178 096 | ↘177 864 | ↘177 696 | ↘177 377 | ↘168 615 | ↗171 913 |
| 2014     | 2015     | 2016     | 2017     | 2020     | 2021     |          |
| ↘168 860 | ↗168 956 | ↘167 699 | ↘166 479 | ↘164 682 | ↘161 291 |          |

## Район сегодня

### Экономика

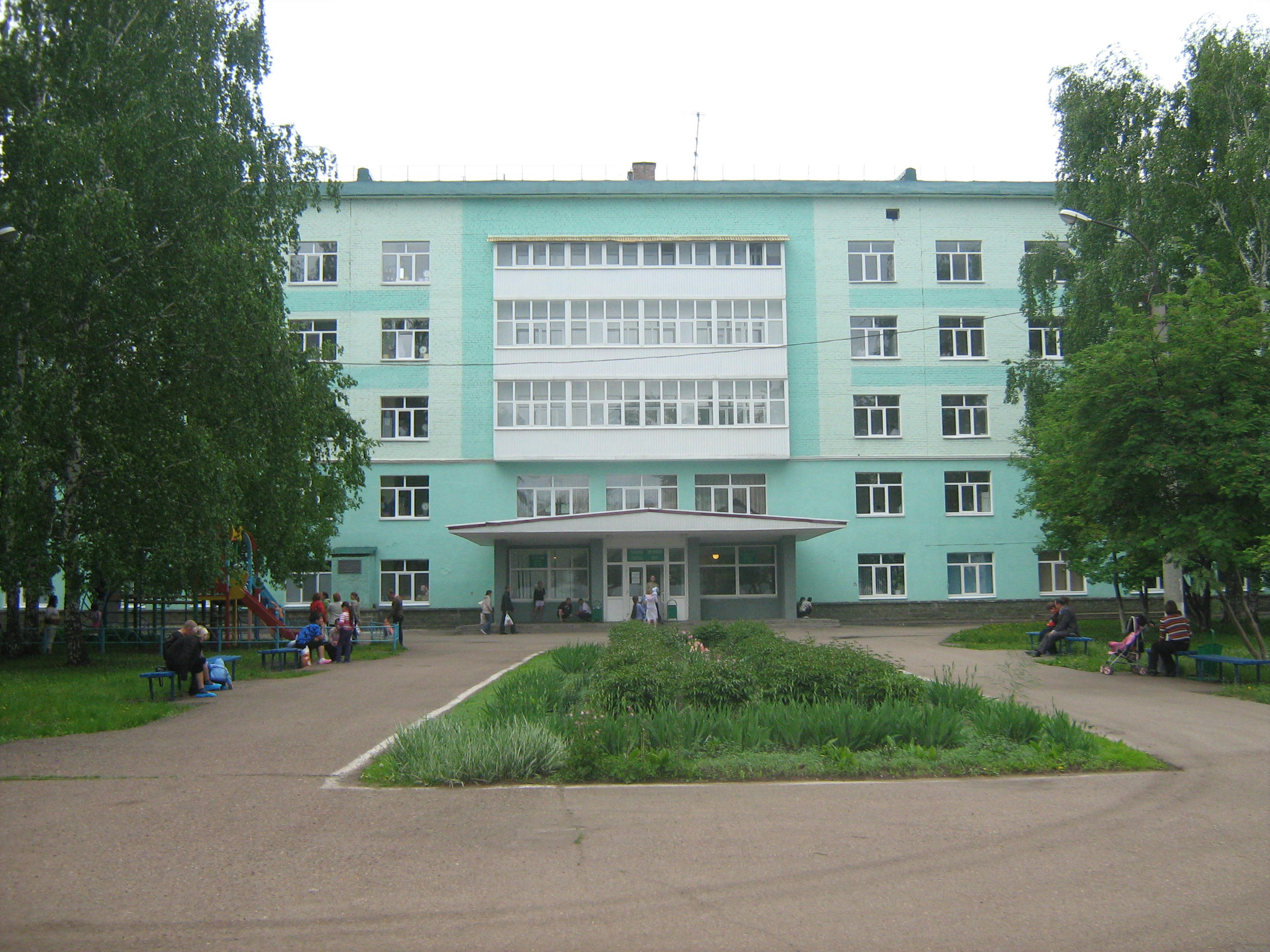
Детская клиническая больница №17

Орджоникидзевский район — сосредоточие предприятий нефтепереработки и нефтехимии, здесь расположены предприятия нефтеперерабатывающей, нефтехимической, химической, энергетической, машиностроительной, деревообрабатывающей, легкой промышленности и строительной индустрии. Доля района в общем объеме промышленного производства Уфы составляет более 44 %,
Наиболее крупные промышленные предприятия района:
- нефтеперерабатывающие заводы,
- ОАО «Уфахимпром» (ныне закрыт),
- «Башкирский троллейбусный завод,
- «Уфимский электроламповый завод "Свет"»,
- компания «Башэлектроремонт»,
- ОАО «Уфимская косметическая фирма „Чародейка“»,
- ОАО «Уфимская фабрика спортивных изделий»,
- теплоэлектроцентрали №№ 1, 3, 4,
- ОАО «Уфимский железобетонный завод №1»
- ОАО «Бельский ДОК»,

- ОАО «Трест №21»,
- ОАО «Башнефтезаводстрой»,
- ОАО «Нефтехимремстрой»,
- ООО «Спецсервис-ремонт»,
- ОАО «Востокнефтезаводмонтаж»,
- ОАО «Элеваторспецстрой».

### Наука
Район — крупный научный центр в области разработки и проектирования процессов нефтепереработки, нефтехимии, микробиологии, химических средств защиты растений и промышленного строительства. Всего в районе находится 15 отраслевых научно-исследовательских, проектных институтов и предприятий. Горсовет входит в Октябрьский район.